# Projekt 770/771/773
Projekt 770 (russisch Средние десантные корабли проекта 770; für Mittleres Landungsschiff Projekt 770, NATO-Bezeichnung:  Polnocny-Klasse), und die Varianten 771 und 773 waren eine Klasse von Landungsschiffen, die in Polen in großer Zahl gebaut und von der Sowjetunion und Polen im Kalten Krieg eingesetzt wurde.
Von der Klasse Projekt 770 wurden ab 1961 46 Schiffe gebaut. Projekt 771 hatte ein etwas größeres Transportdeck und wurde mit insgesamt 36 Schiffe in den Ausführungen Projekt 771 und 771A ab 1966 gebaut. Im Vergleich zur ursprünglichen Ausführung Projekt 770 verdrängte die finale Ausführung Projekt 773, von der ab 1970 25 Schiffe gebaut wurden, fast 50 % mehr Wasser.

## Varianten

### Baumuster
- Projekt 770D: 550-t leer und 751-t maximal Verdrängung, 1,85-m Tiefgang, Abmessungen 75 × 8,6-m Transportdeck 42×5,3×3,6-m
- Projekt 770MA: 600-t leer und 820-t maximal Verdrängung, 1,95-m Tiefgang, Abmessungen 70 × 8,6-m
- Projekt 771: 640-t leer und 874-t maximal Verdrängung, 2,06-m Tiefgang, Abmessungen 75 × 9-m, Transportdeck 44×5,3×3,6-m
- Projekt 771A: 650-t leer und 884-t maximal Verdrängung, 2,07-m Tiefgang, Abmessungen 75 × 9-m
- Projekt 773: 920-t leer und 1192-t maximal Verdrängung, 2,03-m Tiefgang, Abmessungen 81 × 9,3-m, Transportdeck 38×5,3×3,6-m

### Bewaffnung

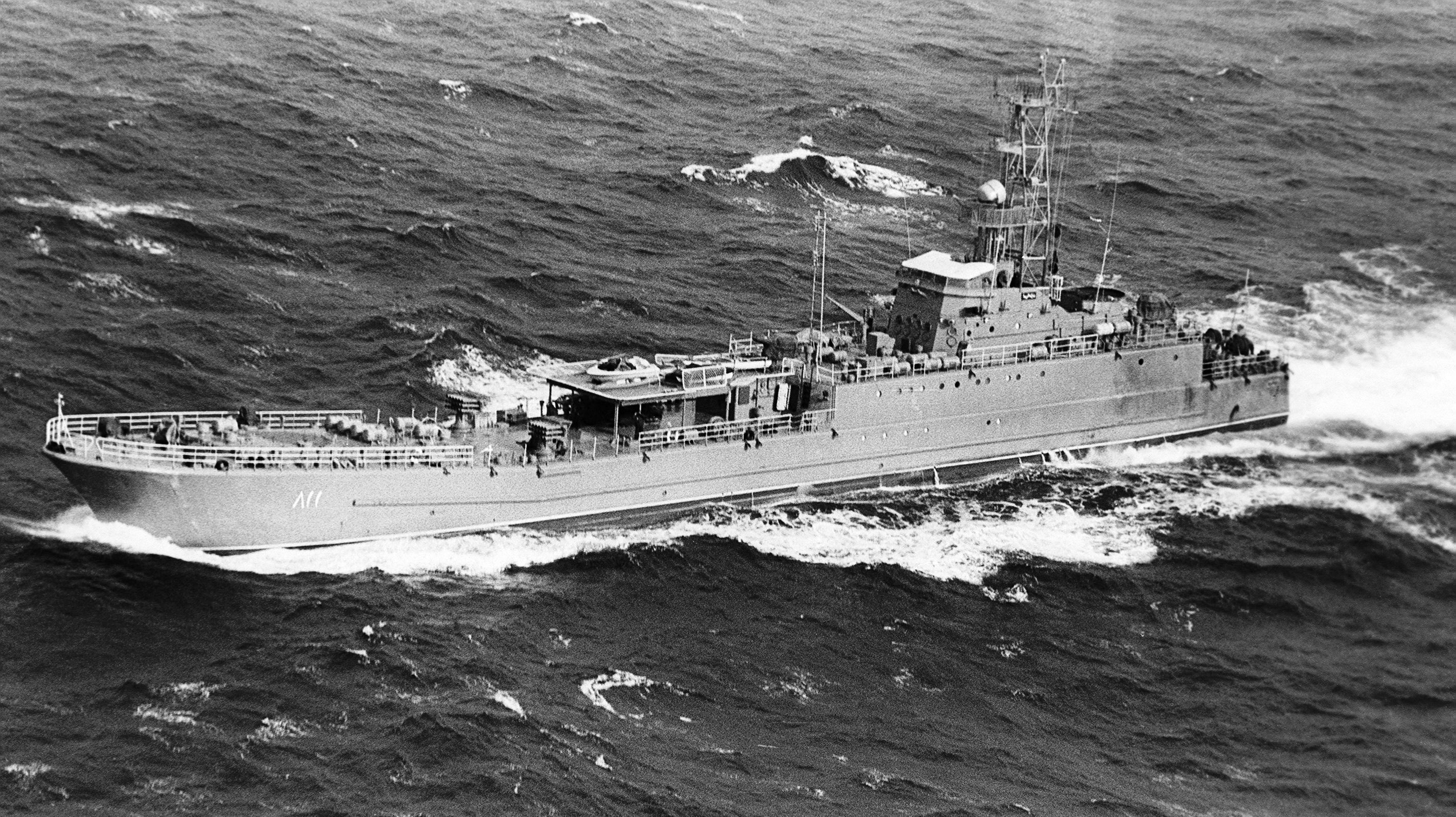
An Libyen abgegebenes Projekt 773 Boot 1988 im Mittelmeer. Das Schiff verfügt über einen zusätzlichen Aufbau vor der Brücke, dessen Dach als Hubschrauberlandeplatz vorgesehen ist.

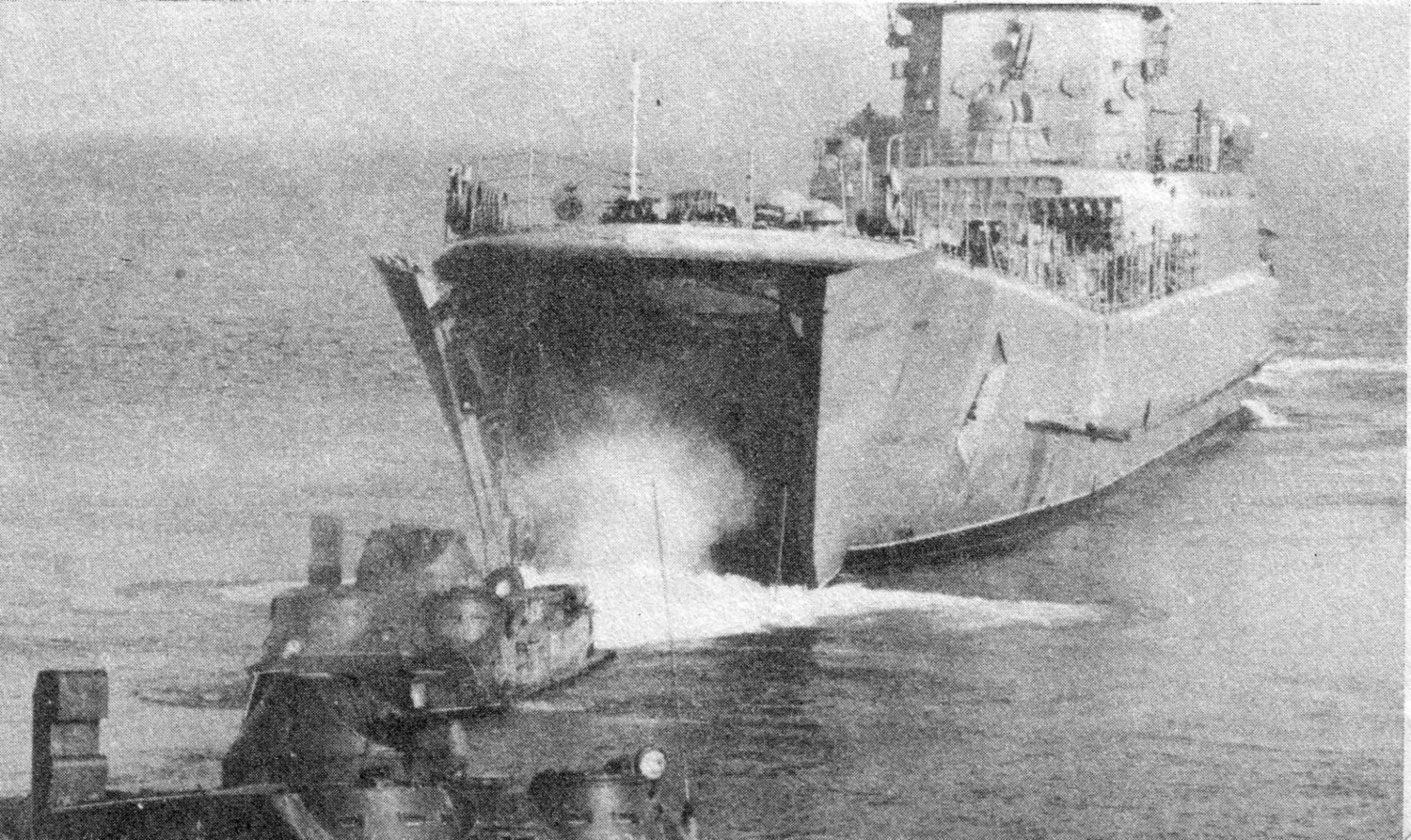
Ein polnisches Projekt 771 Boot (mit AK-230 Flugabwehr vor dem Aufbau) setzt zwei TOPAS-2AP Schützenpanzer ab.

Jedes Schiff verfügte über zwei Raketenwerfer mit je 18 Rohren für 140-mm-Raketen BM-14. Die Werfer waren ungefähr in der Schiffsmitte auf Sockeln mit Schussrichtung nach vorn installiert, je einer an Back- und Steuerbord. Die Waffen sollten zur Unterstützung der eigenen Landungstruppen im Moment des Anlandens die gegnerischen Verteidigungen niederhalten helfen.
Die Ausrüstung mit Flugabwehrwaffen richtete sich hauptsächlich danach, ob die Schiffe für die Sowjetunion oder deren Verbündete vorgesehen waren. Die sowjetischen Schiffe erhielten in der Regel modernere Ausrüstung, während andere Marinen ältere Ausrüstung benutzten oder erst später nachrüsteten.
Die sowjetischen Projekt 770 Schiffe wurden mit je einer 30-mm-L/63 AK-230 Kanone oder, an deren Stelle, einer 25-mm-L/70 2M-3 oder einer 14,5-mm-L/90 2M-7 ausgerüstet. In manchen Fällen wurden später Startvorrichtungen für vier mal vier Strela-2 Flugabwehrraketen nachgerüstet.
Die Projekt 771A Einheiten und die Schiffe des darauf folgenden Projekts 773 wurden mit je zwei 30-mm-L/63 AK-230 Flugabwehrkanonen gebaut, je eine vor und eine hinter dem Aufbau. Dazu verbaute man bei diesen Varianten auch zwei Vierfachstartvorrichtungen für Strela-3 Flugabwehrraketen auf den Aufbauten. Nachrüstungen bei den polnischen Projekt 771 Schiffen beinhalteten den Aufbau von 2 Vierfachstartern für die älteren Strela-2 Flugabwehrraketen.
Projekt 773 war mit den zwei AK-230 der Vorgängerklasse bewaffnet, hatte aber keine Flugabwehrraketen. Russland modernisierte eines der Schiffe 2007 mit zwei 30-mm-L/54 AK-630 Maschinenkanonen.

## Beschreibung

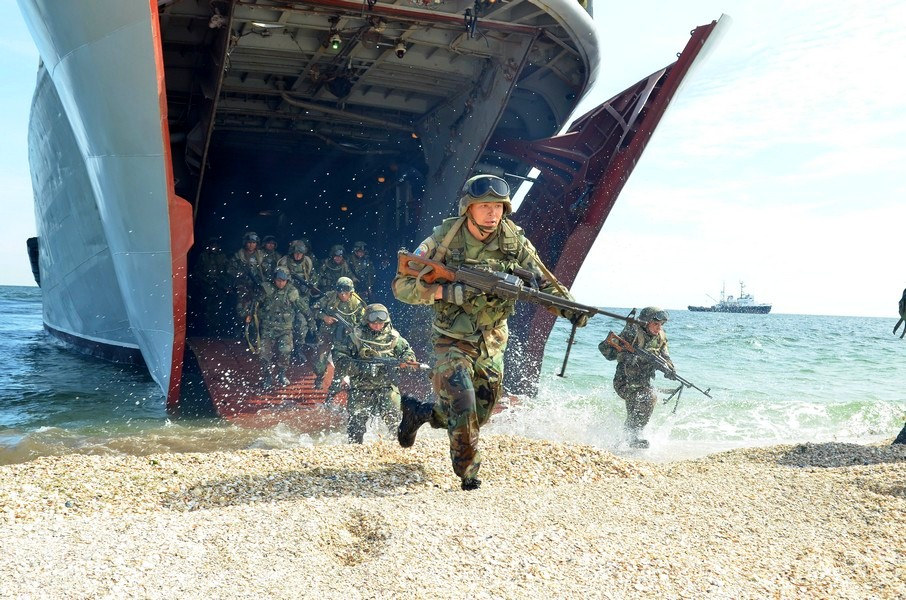
Ukrainische Soldaten verlassen das Projekt 773 Boot Yuri Olefirenko 2015.

Projekt 770 war für Landungsoperationen unmittelbar an der Küste ausgelegt. Jedes Schiff verfügte über ein Tor im Schiffsbug und über eine Bugrampe zum Absetzen von Fahrzeugen, Truppen und Material aus dem überdachten Transportdeck.
Die Transportkapazität aller Schiffe war ähnlich. Für Projekt 771 wird sie beispielsweise mit bis zu sechs mittleren Panzern oder Schützenpanzer und zusätzlich 200 Soldaten angegeben. Alternativ fanden bis zu 10 Lastkraftwagen des Typs ZIS-151 oder vergleichbare Modelle Platz.

## Einsatzbereitschaft

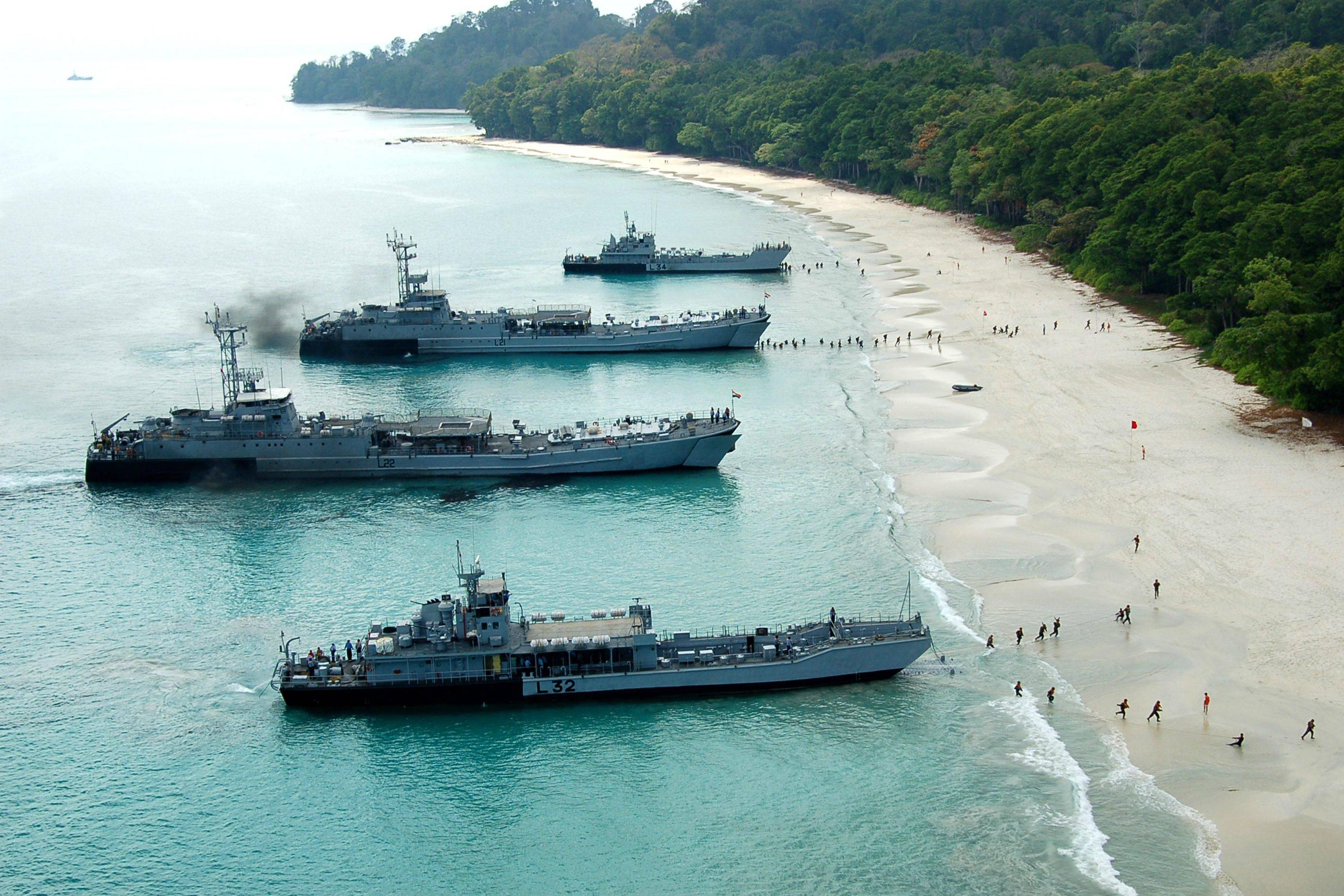
Indische Infanterie geht von zwei Projekt-773-Booten (Mitte) 2016 an Land

Von den seit 1961 gebauten 107 Schiffen waren die meisten 2016 außer Dienst gestellt, verschrottet oder versenkt.
Von 46 Projekt 770 Booten gingen 35 an die Sowjetunion, die 19 Schiffe an befreundete Staaten abgab. Die verbliebenen Einheiten wurden bis 1997 verschrottet. Polen stellte alle 10 Schiffe außer Dienst oder verkaufte sie ins Ausland.
Von den 36 Projekt 771 Booten gingen 25 an die Sowjetunion, die 12 an befreundete Staaten abgab. Von den verbliebenen Schiffen wurden alle bis 1996 von Russland ausgemustert. Das polnische Militär stellte alle 11 Schiffe bis 1991 außer Dienst oder gab sie ab.
Die vier Projekt 773 Schiffe, die die Sowjetunion an den Irak abgegeben hatte, wurden im Ersten- 1980 und im Zweiten Golfkrieg 1990/1991 versenkt. Der Status der vier an Libyen abgegebenen Schiffe ist nach den Luftangriffen des Internationalen Militäreinsatz in Libyen 2011 und dem folgenden Bürgerkrieg in Libyen unklar. Russland stellte vier seiner acht 773 Schiffe außer Dienst und gab eines an die Ukraine ab. Dieses, die Juri Olefirenko (ex Kirowograd) wurde nach russischen Angaben am 29. Mai 2023 durch einen russischen Angriff im Hafen von Odessa versenkt. Indien betrieb 2016 noch drei seiner ursprünglich acht Schiffe der Kumbhir Klasse (Projekt 773i).